# Kepler-452b
A Kepler-452b a G-típusú Kepler-452 csillag körül keringő exobolygó. A Kepler űrtávcsővel fedezték fel, a bejelentést a NASA tette meg 2015. július 23-án. A bolygó szuperföld, mely a lakható övezetben kering egy, a Naphoz nagyon hasonló csillag körül.
A bolygó 1402 fényévre található a Naprendszertől, így például a New Horizons szonda 59 000 km/órás sebességével körülbelül 25,8 millió évig tartana odajutni. Más forrás szerint a központi csillag távolsága Napunktól 551,727 parsec, azaz közel 1800 fényév.

## Fordítás
- Ez a szócikk részben vagy egészben  a   Kepler-452b című angol Wikipédia-szócikk fordításán alapul.  Az eredeti cikk szerkesztőit annak laptörténete sorolja fel. Ez a jelzés csupán a megfogalmazás eredetét és a szerzői jogokat jelzi, nem szolgál a cikkben szereplő információk forrásmegjelöléseként.